# マツダ・スピアーノ
スピアーノ（Spiano）は、スズキから「アルトラパン」（以下、ラパン）のOEM供給を受けてマツダが2002年から2008年まで販売していたハッチバック型軽自動車である。

## 概要
ラパンの特徴である、丸みのある直方体の車体外観や、家電や家具、雑貨などに通じる生活感のある内装、若年購買層を意識した配色をそのままに、フロントグリルは発売当時のマツダ車のシンボルとして採用されていた逆五画形の、通称「ファイブポイントグリル」と言われるデザインとされた。車名はイタリア語で「広々とした場所」を意味する "spiano" に由来する。
エンジンはラパンの初代モデル同様、40 kW（54仏馬力）の自然吸気エンジン、中低速域での力強さを重点に置いた44 kW（60仏馬力）のMターボエンジン、47 kW（64仏馬力）のインタークーラーターボエンジンの3種類が用意されていた。トランスミッションはコラムシフトの4速オートマチックトランスミッションのみの設定であった。OEM元のラパンとはボディカラーやシート地が一部異なっていた。

## HF21S型 （2002年-2008年）
- 2002年（平成14年）
  - 2月15日 - 販売開始[4]。販売開始当初は自然吸気エンジンのみの設定で、「G」と「X」の2グレード展開であった。
  - 4月17日 - 2WD車を一部改良し、「超-低排出ガス（★★★）」認定を取得した[5]。
  - 10月23日 - Mターボエンジンを搭載した「Turbo」を追加発売[6]。ベンチレーティッドディスクブレーキが採用され、既存のグレードではオプション設定のブレーキアシスト付4W-ABSが標準装備とされたほか、リアシートは分割可倒式となり、アナログ時計はタコメーターに変更された。フロントフォグランプを追加装備した。また、ラパンのMターボ仕様と違いフロントグリル下にエアインテークが追加されている。
  - 12月26日 - 特別仕様車「Type M」を発売（本仕様車は先にラパンで発売された「モードII」に相当）[7]。ドアミラーが車体色とメッキ塗装を施した丸型に変更され、メッキアウトドアハンドルと丸型フロントフォグランプが装備された。内装は木目調デザインの専用インパネガーニッシュやウッド&レザーのステアリングホイール、ベージュ色の専用モケットシート&ドアトリム表皮が採用された。オートエアコンが採用され、リアシートは「Turbo」と同じ分割可倒式とされた。ボディカラーは専用色の「クールベージュメタリック」と「グローブグリーンパール」の2色が追加設定された。
- 2003年9月11日 - 一部改良[8]。新グレードとして、インタークーラーターボエンジンを搭載し、専用ローダウンサスペンションを採用したスポーティモデル「SS」と、前席ベンチシート・フットパーキングブレーキを採用した「L」を追加が追加された。「X」、「G」、「Type M」といった自然吸気（NA）の2WD車は燃費の向上が行われ、「超-低排出ガス（★★★）」認定を取得すると同時に平成22年度燃費基準を達成（「L」の2WD車にも適応）した。また、ボディカラーの追加、変更が行われた。
- 2004年（平成16年）
  - 4月 - 仕様変更。NAエンジン搭載車で平成17年排出ガス規制に対応し、NAエンジンの2WD車で「平成17年基準排出ガス50%低減レベル（☆☆☆）」認定を取得した。
  - 10月28日 - 一部改良[9]。これまで「L」のみに採用されていた前席ベンチシートとフットパーキングブレーキを全車に拡大して採用され、シートとドアトリムの表皮の色調が変更され、ボディカラーの追加が行われた。また、グレードは「L」と「SS」が廃止された。
- 2005年12月 - 仕様変更。ボディカラーの一部変更と追加が行われた。
- 2006年4月18日 - マイナーチェンジ[10]。従来の「X」にガンメタ色の専用フロントグリルとバンパーを組み合わせた専用フロントフェイスなどを採用して「XF」に改名され、一旦廃止された「SS」が「Turbo」の後継グレードとして約1年半ぶりに復活した。併せて、ボディカラーに新色を追加し、インテリアカラーはグレードとボディカラーに応じて異なる設定が設けられた。
- 2007年）5月29日 - 一部改良[11]。シートとドアトリムの表皮を新デザインに変更したほか、従来の「G」は分割可倒式リアシートが採用されて「GS」に、「XF」はメッキフロントグリルとインパネガーニッシュ（白色基調のリーフ柄）を新たに追加して「XS」にそれぞれ改名された。
- 2008年（平成20年）
  - 11月[12] - オーダーストップとラパンのフルモデルチェンジに伴い生産終了。在庫対応分のみの販売となる。
  - 12月 - 在庫対応分がすべて完売し販売終了。ラパンは2代目へのモデルチェンジが実施されたが、スピアーノは追従せずにそのままモデル終了とされた。

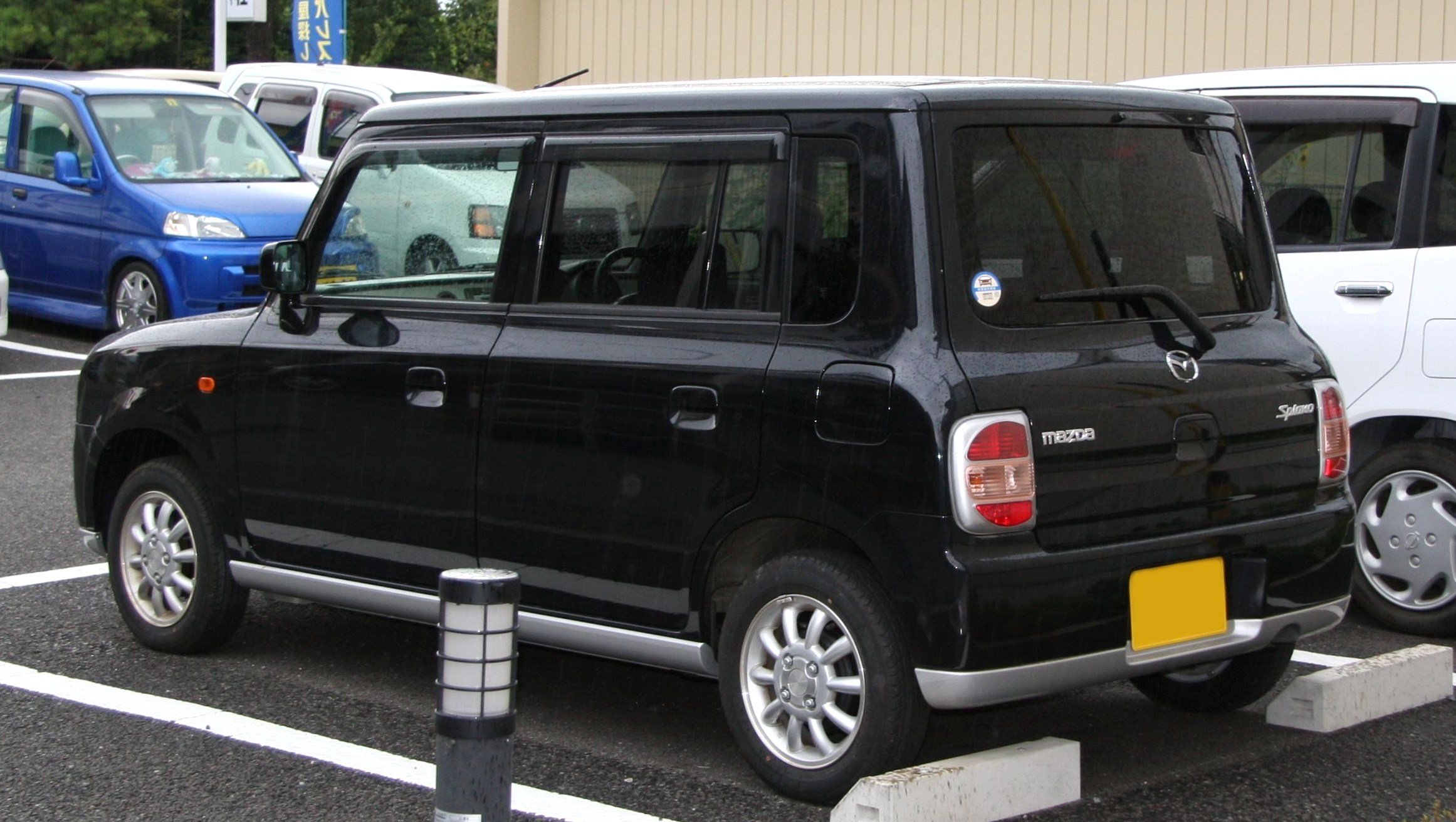
XS。後方から撮影。